# Paweł Włodkowic
Paweł Włodkowic (in latino Paulus Vladimiri; Brudzeń Duży, ca.1370 – Kłodawa, 9 ottobre 1435) è stato un giurista e diplomatico polacco, rettore dell'Accademia di Cracovia.
Sostenne una forma di tolleranza religiosa e difese la Polonia e le tribù native non cristiane di Prussia e Lituania contro i Cavalieri Teutonici.

## Formazione e primi incarichi
Anche se si presume comunemente che "Włodkowic" fosse un cognome, in realtà era un patronimico che denotava che era figlio di un certo Włodko o Włodzimierz della famiglia Dołęga. Nacque a Brudzeń Duży vicino a Dobrzyń nad Wisłą tra il 1370 e il 1373. 

Stemma Dołęga di Paweł Włodkowic

La sua famiglia possedeva terreni nella provincia di Dobrzyń ed era imparentata con la famiglia Lasota della Masovia, tra i cui membri notevoli si annovera Mikołaj Lasota, il tesoriere di Corrado di Masovia. Si diplomò alla Scuola Collegiata di San Michele a Płock  dove probabilmente venne ordinato sacerdote. Studiò all'Università di Praga, dove si laureò nel 1393. Nel 1400 divenne canonico di Płock. Si trasferì in Italia nel periodo 1404-1408 per perfezionare gli studi in legge a Padova. Fu probabilmente in questo periodo che visitò la Curia romana, al posto di Piotr di Kobylin, adempiendo ai suoi doveri di procuratore del re polacco.
Nel 1411 o 1412 fu nominato dottore in diritto canonico all'Accademia di Cracovia, dove iniziò anche a tenere lezioni. Fu influenzato dalle filosofie di Guglielmo di Ockham, Matteo di Cracovia e Stanisław di Skarbimierz. Nel 1413 prestò servizio come emissario del re Ladislao II Jagellone a Buda, in Ungheria, durante le controversie con l'Ordine Teutonico. Nel 1414-1415 divenne rettore e nel 1418 prorettore dell'Accademia di Cracovia.

## Discorso al Concilio di Costanza
Paweł Włodkowic rappresentò la Polonia al Concilio di Costanza del 1414, dove presentò un trattato sul potere del Papa e dell'Imperatore, il Tractatus de potestate papae et imperatoris respectu infidelium (Trattato sul potere del papa e dell'imperatore rispetto agli infedeli). In esso espose la tesi che popoli pagani e cristiani potessero coesistere in pace e criticò l'Ordine Teutonico per le sue guerre di conquista dei popoli nativi non cristiani in Prussia e Lituania. Grazie alla sua influenza religiosa e politica, nel 1421 papa Martino V inviò Antonio Zeno a indagare sull'Ordine Teutonico e sulle sue attività, anche se questa indagine fu successivamente insabbiata perché interferiva con la politica del nuovo imperatore del Sacro Romano Impero Sigismondo, che desiderava condurre in proprio le trattative tra le due parti. Il discorso di Włodkowic al concilio è considerato "non solo uno dei più grandi successi della Polonia nella sua lotta politica contro l'Ordine Teutonico, ma anche un enorme contributo alla teoria cristiana della guerra giusta ".
Al Concilio di Costanza, Paweł Włodkowic e tutta la delegazione polacca difesero Jan Hus.

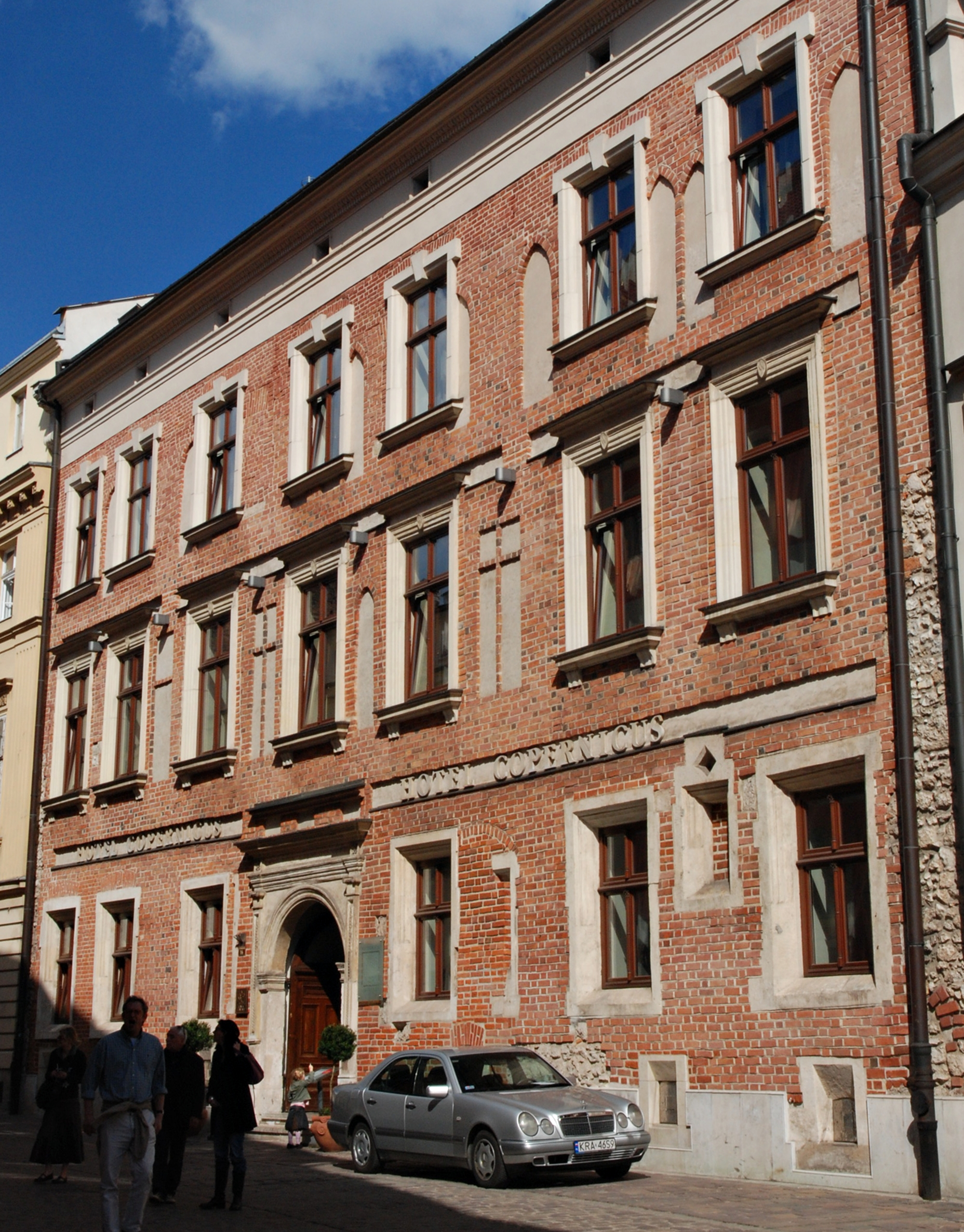
Casa in via Kanonicza, Cracovia, costruita da Paweł Włodkowic. Ora Hotel Copernico.

## Vicende biografiche successive e morte
Nel 1420 Paweł Włodkowic rappresentò la Polonia in una conferenza tra la Polonia e l'Ordine Teutonico tenutasi a Breslavia, sotto l'egida di Sigismondo di Lussemburgo.
Già all'inizio del XV secolo, insieme a Stanisław di Skarbimierz, Włodkowic sostenne fortemente l'idea del conciliarismo e fu pioniere della nozione di coesistenza pacifica tra le nazioni – un precursore delle moderne teorie dei diritti umani. Durante la sua carriera politica, diplomatica e universitaria, Paweł Włodkowic espresse l'opinione che un mondo guidato dai principi della pace e del rispetto reciproco tra le nazioni fosse possibile e che le nazioni pagane avessero diritto alla pace e al possesso delle proprie terre. Per questo Włodkowic, il re di Polonia, e l'intera nazione polacca furono pesantemente attaccati dal domenicano Giovanni di Falkenberg (poi condannato e imprigionato per la sua intemperanza), e con toni più moderati da André Dias de Escobar, Vescovo di Ciudad Rodrigo
Dopo il 1424 si ritirò dalla vita pubblica a Kłodawa, dove morì nel 1435.

## Opere
- Tractatus de annatis camerae apostolicae solvendis (1414-1415)
- Tractatus de potestate papae et imperatoris rispu infidelium (1415)
- Puncta accusationis ex parte Polonorum contra Cruciferos (1416)
- Causa inter reges Poloniae et Cruciferos coram concilio Constantiense ex parte Polonorum dicta (1416)
- Tractatus de ordine Cruciferorum et de bello Polonorum contra dictos fratres (1416)
- Scriptum denunciatorium errorum Satyrae Joannis Falkenberg OP Concilio Constanteinsi datum (1416-1417)
- Allegationes pro parte regis Polonie coram Sigismundo Imperatore (1420)
- Occhi (1420)
- Ad vivendum (1421)
- Lettera al Vescovo di Cracovia (1432)